# 島田謹二
島田謹二（しまだ きんじ、1901年（明治34年）3月20日 - 1993年（平成5年）4月20日）是日本的比較文學者、英美文學者。

## 生平

### 求學時期
1901年，島田謹二出生於東京。後就讀千櫻小學校、私立京華中學校，於京華中學校時，同校前輩有小說家石川淳、後輩有日後的《萬葉集》學者犬養孝。並熱中於日本帝國海軍的研究，撰寫文章投稿到《海軍年鑑》等刊物。後因為數學與視力之故，放棄從軍。
1919年，島田謹二進入東京外國語學校，而與前嶋信次、山內義雄、堀大司等日後的學者有所交流。此時期島田謹二開始以「市河十九」作為筆名發表翻譯作品。1920年起，也結識西條八十、日夏耿之介等詩人。從東京外國語學校開始，開啟了島田謹二的文學生涯。
東京外國語學校畢業後，島田短暫於米澤高等工業學校以及仙台第二中學校任教。1925年，島田謹二進入東北帝國大學法文學部英國文學科，師承土居光知、岡崎義惠以及太田正雄（木下杢太郎）。1928年，自東北帝國大學畢業。

### 台灣時期
1929年，島田謹二在土居光知的推薦下，來到臺北帝國大學文政學部任教，擔任講師。1940年起，兼任臺北高等學校教授。兩份工作直至1944年12月，島田謹二配派任至香港，任職於香港大學圖書館為止。跟島田謹二同時任教於台北帝大文政學部，有矢野峰人、工藤好美、神田喜一郎，學生則有新垣宏一、中村忠行和黃得時。而臺北高校的同事有京華中學校的後輩犬養孝，學生方面，有移川丈兒、矢野徹（矢野峰人之子）、神田孝夫（神田喜一郎之子）等人。
1933年，甫畢業於早稻田大學法文科的西川滿，在山內義雄的介紹下，結識了島田謹二，開始了兩人一生的情誼。1938年，西川滿的日孝山房，出版島田謹二的譯詩集《のつて・ゔえねちあな》。島田謹二也在西川滿編輯的雜誌《媽祖》、《愛書》、《文藝台灣》等刊物上刊載作品。
而1936年，刊載於《臺大文學》一卷五號的〈南島文學誌〉揭示了島田謹二自身研究的關注，從比較文學擴及到日本外地文學。〈南島文學誌〉論及台灣的歌誌《あらたま》、北原白秋《台灣歌謠》以及矢野峰人的詩集《墳墓》，而此後開始在《台灣時報》、《台灣教育》、《臺大文學》等刊物，發表台灣文學相關的論著，作為其「外地文學」的基礎。島田謹二認為：

臺灣的文學作為日本文學的一翼，其外地文學──特別作為南方外地文學來前進才有其意義。和內地風土、人和社會都不同的地方──那裡必然會產生和內地不同而有其特色的文學。表現其特異的文學名之為外地文學。
──島田謹二〈臺灣的文學的過去、現在和未來〉（葉笛譯）

而在外地文學中，島田謹二提出了「異國情調」、「寫實主義」與「鄉愁」三個重要的課題。然而雖然島田在1940年代陸續完成相關著作，不過要等到島田逝世後兩年的1995年，《華麗島文学志 : 日本詩人の台湾体験》一書才由明治書院出版。
1944年12月，島田謹二配派至香港大學圖書館擔任圖書管理員，其後因為日本戰敗，短暫收留於赤柱半島集中營。1946年1月遭遣返回到日本。

### 戰後日本時期
1946年，島田謹二進入第一高等學校任教。後歷任東京大學教養學部教授、東京大學人文科學研究科比較文學文化課程首任主任、實踐女子大學文學部英文科教授、東洋大學文學部英文科教授等。1980年，獲頒「勲三等旭日中綬賞」，1992年獲選為「文化功勞賞」。隔年4月20日逝世，享壽92歲，頒贈「正四位勲二等瑞寶章」。2002年，島田謹二長女齋藤信子設立「島田謹二學藝賞」用以獎勵比較文學上有成就的年輕研究者。　　

## 著作

### 譯作
- アランデル・デル・レー，《のつて・ゔえねちあな》（台北：日孝山房,，1938年8月）。
- スタニスラーフスキー，《スタニスラーフスキー自伝 上巻》（東京：岩波書房，1942年11月）。
- バイロン著、日夏耿之介監修《バイロン詩集 第1卷》（東京：三笠書房，1949年10月）。（山宮允、島田謹二、大河内孝、外山定男、太田三郎共譯）
- R.L.スティーヴンソン ，《臨海楼綺譚》（東京：新月社，1949年11月）。
- エドガア・ポオ，《エドガア・ポオ詩集》（東京：酣灯社，1950年5月）。
- ジャック・フェルナン・カーン，《アメリカ文学史》（東京：白水社，1952年4月）。
- W.アーヴィング，《スケッチ・ブック》（東京：旺文社，1959年5月）。
- バイロン，《カイン》（東京：岩波書店，1960年3月）。

### 論著
- 《英米文學と大陸文學との交流》（東京：研究社，1942年9月）。
- 《若き日の芸術家》（東京：真光社，1947年7月）。
- 《雅人 -長詩-》（東京：靖文社，1948年）
- 《藤村名詩鑑賞》（橫須賀：天明社，1949年12月）（島田謹二、吉田精一共著）。
- 《翻訳文学》（東京：至文堂，1951年8月）。
- 《十九世紀英文学》（東京：研究社，1951年9月）。
- 《比較文学》（東京：要書房，1953年6月）。
- 《近代比較文学 : 日本における西洋文学定着の具体的研究》（東京：光文社，1956年1月）。
- 《ロシヤにおける広瀬武夫：武骨天使伝》（東京：弘文堂，1961年）。
- 《アメリカにおける秋山真之：明治期日本人の一肖像》（東京：朝日新聞社，1969年）。
- 《比較文学読本》（東京：研究社出版，1973年）。（島田謹二、富士川英郎、氷上英広共編）
- 《日本における外国文学：比較文学研究 上巻》（東京：朝日新聞社，1975年）。
- 《日本における外国文学：比較文学研究 下巻》（東京：朝日新聞社，1976年）。
- 《ヘリック》（東京：研究社出版，1980年6月）。
- 《ルイ・カザミヤンの英国研究》（東京：白水社，1990年3月）。
- 《ロシヤ戦争前夜の秋山真之 : 明治期日本人の一肖像》（東京：朝日新聞社，1990年5月）。
- 《華麗島文学志 : 日本詩人の台湾体験》（東京：明治書院，1995年6月）。
- 《フランス派英文学研究 上巻》（東京：南雲堂，1995年8月）。（平川祐弘、川本皓嗣編）
- 《フランス派英文学研究 下巻》（東京：南雲堂，1995年8月）。（平川祐弘、川本皓嗣編）

## 相關研究

### 日本研究
- 島田謹二教授還暦記念会編，《比較文学比較文化：島田謹二教授還暦記念論文集》（東京：弘文堂，1961年7月）。
- 齊藤信子，《筏かづらの家 : 父・島田謹二の思ひ出》（東京：近代出版，2005年4月）
- 橋本恭子，《『華麗島文学志』とその時代 : 比較文学者島田謹二の台湾体験》（東京：三元社，2012年2月）。
- 小林信行，《島田謹二伝 : 日本人文学の「横綱」》（京都：ミネルヴァ書房，2017年7月）。
- 小林信行，《島田謹二 : このアポリヤを解決する道はないか》（京都：ミネルヴァ書房，2021年8月）。

### 台灣研究
- 吳叡人，〈重層土著化下的歷史意識：日治後期黃得時與島田謹二的文學史論述〉，《臺灣史研究》第16卷第3期（2009年9月），頁133-163。
- 呂焜霖，〈島田謹二文學史書寫的暗面〉，《台灣文學研究》20期（2012年6月），頁127-161。
- 橋本恭子著、涂翠花、李文卿譯，《島田謹二：華麗島文學的體驗與解讀》（台北：台大出版中心，2014年10月）。

## 外部連結
- 島田謹二記念學藝賞 （页面存档备份，存于）
- 島田謹二的臺灣經驗──「華麗島文學的體驗與解讀：談島田謹二的臺灣文學研究」講座側記 （页面存档备份，存于）
- 台灣新文學史-陳芳明教授主講-【島田謹二-外地文學論一】 （页面存档备份，存于）
- 台灣新文學史-陳芳明教授主講-【島田謹二-外地文學論二】